# Папян Мацак Петросович
Мацак Петросович Папян (1901, село Джалал-огли Тифліської губернії, тепер місто Степанаван, Вірменія — 1962, місто Єреван, Вірменія) — радянський діяч, голова Президії Верховної ради Вірменської РСР. Член Бюро ЦК КП(б) Вірменії (1937—1954). Депутат Верховної Ради СРСР 1—4-го скликань (1937—1958), заступник голови Президії Верховної Ради СРСР 1—3-го скликань.

## Біографія
Народився в селянській родині.
У 1921—1924 роках служив у Червоній армії.
З 1924 по 1936 рік брав активну участь у суспільно-політичному житті міста Степанавана, працював головою сільської ради, членом Степанаванської міської ради.
Член ВКП(б) з 1929 року.
На 1935—1936 роки — голова колгоспу імені Сталіна Степанаванського району Вірменської РСР.
У 1937 році закінчив Єреванську комуністичну вищу сільськогосподарську школу.
6 жовтня 1937 — 12 липня 1938 року — в.о. голови Центрального виконавчого комітету Вірменської РСР.
14 липня 1938 — 1 квітня 1954 року — голова Президії Верховної Ради Вірменської РСР.
З квітня 1954 року — на пенсії в місті Єревані.

## Нагороди
- два ордени Леніна (7.01.1936)
- два ордени Трудового Червоного Прапора (23.11.1940, 8.02.1944)
- орден Вітчизняної війни І ст. (24.11.1945)
- медаль «За оборону Кавказу»